# Hasso Kulla
Hasso Kulla (* 6. August 1942 in Bremen) ist ein deutscher Politiker (SPD) und ehemaliger Abgeordneter der Bremischen Bürgerschaft.

## Biografie

### Familie, Ausbildung und Beruf
Nach dem Besuch der Volksschule ließ sich Kulla beim Bremer Vulkan zum Schiffbauer ausbilden. Dieser Beschäftigung ging er daraufhin bei mehreren Werften in Hamburg, Lübeck, Kiel, Flensburg und Bremerhaven nach. Nach einer kurzen Zeit bei der Bundeswehr und einer zwischenzeitlichen Tätigkeit als  Flämmer bei den Klöckner-Werken kehrte er auf die Montage zurück. Ab Anfang 1967 war Kulla erneut beim Bremer Vulkan tätig. Dort wurde er 1975 in den Betriebsrat und 1982 zu dessen stellvertretendem Vorsitzenden gewählt. Nachdem der Bremer Vulkan Insolvenz anmelden musste und abgewickelt wurde, wechselte er im Oktober 1997 als Angestellter zur Krankenversicherung BKK Unterweser, die mittlerweile in der Betriebskrankenkasse Firmus aufgegangen ist. 
Kulla ist verheiratet, Vater eines Kindes und wohnt in Bremen-Blumenthal.

### Politik
Kulla ist Mitglied der SPD. Er war von 1991 bis 2003 Mitglied der Bremischen Bürgerschaft und in verschiedenen Ausschüssen und Deputationen vertreten (Deputationen Arbeit und Gesundheit, Sport Landeshafenausschuss).